# Warehouse (nachtclub)
Warehouse (of afgekort "House") was de nachtclub in Chicago in de Amerikaanse staat Illinois waar housemuziek ontstaan is.  Oorspronkelijk werd er vooral disco en R&B gedraaid in de bij homoseksuelen en latino's populaire club. Frankie Knuckles begon er tussen 1977 en 1982 te experimenteren met nieuwe stijlen en technieken, waaruit house ontstond. Na het vertrek van Knuckles nam Ron Hardy de discotheek over en wijzigde de naam in Music Box en werd er meer acid house gedraaid. Als gevolg van nieuwe wet- en regelgeving sloot deze in 1987 de deuren.